# スコーネ県

スコーネ県
Skåne län

スコーネ県 （スコーネけん、Skåne län [ˈskôːnɛ ˈlɛːn]、英語：Scania、ドイツ語：Schoneとも）は、スウェーデンの県の一つで、略号はM。県庁所在地はマルメ (Malmö)。県の面積は1万1303平方キロメートルで、2021年現在の人口は140万2425人。人口数では首都を抱えるストックホルム県、ヨーテボリ(Göteborg)を擁するヴェストラ・イェータランド県に続いて三番目である。また県庁所在地のマルメ市は首都ストックホルム市(Stockholm)、ヨーテボリ市に次いでスウェーデンでは3番目に大きい市。1997年にかつてのクリファンスタッド県とマルメヒュース県が合併してできた県である。
県下の都市ヘルシンボリからデンマークのヘルシングエー(Helsingør)市へのフェリーが出ている。この航路は、以前はデンマーク・スウェーデンを結ぶ幹線だった。また、マルメ市の北東に位置するルンド市には、スウェーデンの大学としてはウプサラ大学に続いて二番目に古いルンド大学が中心となるキャンパスを置いている。マルメ市の東には、イースタッドという歴史のある港町があり、ここからフェリーに乗ってデンマーク領のボーンホルム島に行くことができる。デンマーク側からボーンホルム島へはスウェーデン領を通過してフェリーに連絡するバスが出ている。スコーネ県とほぼ位置の重なるスコーネ地方は、1658年のロスキレ条約までデンマーク領だった。ボーンホルム島も同条約は一旦はスウェーデン領になったが、2年後の1660年にデンマークへ返還されている。
スコーネ県は地理的にデンマークに近く、ロスキレ条約まではデンマーク領であった歴史から、現在でもデンマークとの政治的、経済的つながりは他県に比べて強い。また2000年にはマルメとデンマークの首都コペンハーゲンを結ぶエーレスンド橋(Öresundsbron)が開通し、その傾向が以前にも増して強くなった。現在では、マルメ、ルンド、ヘルシンボリとその近郊はコペンハーゲンの都市圏内である。エーレスンド橋は実際には東京湾アクアラインのように、橋梁部分とトンネルの部分から成り立っている。橋の開通後、スカンジナビア航空のハブ空港であるデンマークのカストルップ空港へも県内各地から鉄道によって比較的簡単に到達できるようになった。

## 言語
スコーネ県とその地理的範囲がほぼ一致するスコーネ地方で話されるスコーンスカ (Skånska) は、スウェーデンの数多くある方言の中でも聞き取りにくい方言だといわれる。言語学的にスコンスカはデンマーク語の方言として分類したほうが論理的であるという説もある。

## 市

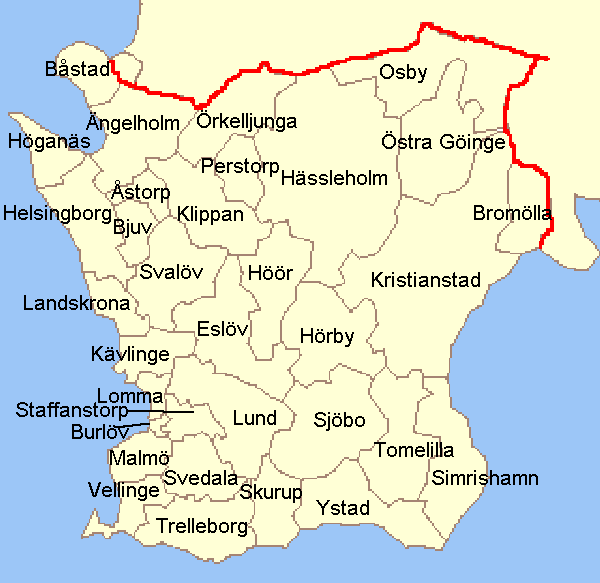
スコーネ県下の市の位置

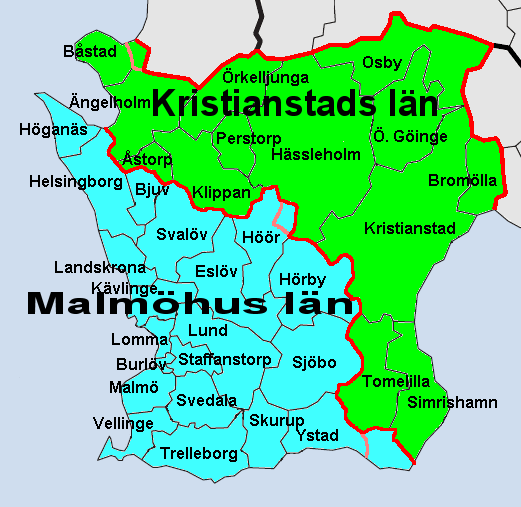
スコーネ県を旧2県で色分けした地図
-青色:マルメヒュース県
-緑色:クリスファンスタッド県

スコーネ県下には33の市があり、市の数としてはヴェストラ・イェータランド県についで二番目に多い。
- ビューブ (Bjuv)
- ブルームッラ (Bromölla)
- ブーレーヴ (Burlöv)
- ボースタード (Båstad)
- エースレーヴ (Eslöv)
- ヘルシンボリ (Helsingborg)
- ヘッスレホルム (Hässleholm)
- ヘーガネース (Höganäs)
- ヘービー (Hörby)
- ヘーエー (Höör)
- クリッパン (Klippan)
- クリファンスタッド (Kristianstad)
- シェーヴリンゲ (Kävlinge)
- ランズクルーナ (Landskrona)
- ロンマ (Lomma)
- ルンド (Lund)
- マルメ (Malmö)
- ウースビー (Osby)
- ペーシュトルプ (Perstorp)
- シムリスハム (Simrishamn)
- シェーボー (Sjöbo)
- スクルプ (Skurup)
- スタッファンストルプ (Staffanstorp)
- スヴァーレーヴ (Svalöv)
- スヴェーダーラ (Svedala)
- トンメリッラ (Tomelilla)
- トレレボリ (Trelleborg)
- ヴェッリンゲ (Vellinge)
- イースタッド (Ystad)
- オーストルプ (Åstorp)
- エンゲルホルム (Ängelholm)
- エルケルユンガ (Örkelljunga)
- エストラ・イェーインゲ (Östra Göinge)